# Jules Lagadeau
Jules Lagadeau (31 juli 1939 - 27 augustus 2019) is een Surinaams voetballer en coach. Hij speelde in de Hoofdklasse voor SV Transvaal en voor het Surinaams voetbalelftal.

## Carrière
Jules Lagadeau speelde als jongeling voor de Benjamin Boys op het Mr. Bronsplein. Hij speelde daarna voor SV Robinhood en vervolgens voor SV Transvaal. In 1963 draaide hij drie maanden proef bij PSV in de Nederlandse Eredivisie en in 1965 drie maanden bij FC Dom Basil in Trinidad en Tobago.
Als aanvoerder bij Transvaal leidde hij de club naar de landstitel in 1962, 1965, 1966, 1967 en 1968, en naar de finale van de CONCACAF Champions' Cup van 1968. Nadat fans echter het veld opstormden, werd Transvaal gediskwalificeerd en eindigde als tweede; Toluca uit Mexico won de beker.
Lagadeau maakte op 4 januari 1959 op 19-jarige leeftijd zijn debuut in het Surinaams voetbalelftal tijdens een vriendschappelijke wedstrijd tegen de Zweedse club Malmö FF. Op 20 september 1959 won hij met het Surinaamse elftal in een vriendschappelijke thuiswedstrijd met 1-0 tegen Martinique. Ook speelde hij dat jaar een wedstrijd tegen de Nederlandse Antillen op Curaçao, dat eindigde in 2-2. Hij maakte deel uit van het team dat vierde werd op het CCCF-kampioenschap van 1960 in Cuba. Zijn eerste internationale doelpunt scoorde hij op 22 december 1968 tegen El Salvador, dat met 4-1 thuis werd gewonnen.

## Coach
Na zijn spelerscarrière volgde Lagadeau Ronald Kolf op als coach van SV Transvaal. Het leidde de club tijdens vier opeenvolgende landstitels.
1973 was zijn meest succesvolle seizoen, waarin zijn club ongeslagen het nationale kampioenschap behaalde, terwijl hij in 1973 als eerste Surinaamse club de CONCACAF Champions' Cup won.